# La Revista del Superhombre
La Revista del Superhombre fue una revista de historietas publicada entre 1950 y 1960 en la Argentina por la Editorial Muchnik. Cambió frecuentemente de formato, adoptando ya en 1960 y con el título de Superman uno muy parecido al comic book. Incluyó también números especiales, con motivo de las vacaciones.

## Trayectoria
La Revista del Superhombre fue la primera revista de cómic lanzada por Editorial Muchnik, tras adquirir los derechos de publicación de las series de National Allied Publications (futura DC Comics). Consecuentemente, la mayoría de sus series procedían de esta editorial estadounidense, aunque también incluyó algunas autóctonas:
| Números | Años       | Título                               | Guionista          | Dibujante       |
| ------- | ---------- | ------------------------------------ | ------------------ | --------------- |
| 24-     | 20/06/1950 | El misterio de Pedro Vargas          | Mario B. de Quirós | Guillermo Camps |
| 32-     | 15/08/1950 | Carlitos el Pegador                  | Jasca              | Carlos Clemen   |
| 137-    | 19/08/1952 | Capiango                             | Edgardo Pareto     | Alberto Salinas |
| 140-    | 09/09/1952 | Lucho Villegas, el detective porteño | Gustavo Cabral     | Horacio Porreca |